# Minghao
Xú Mínghào (徐明浩; Haicheng, Liaoning, 7 de noviembre de 1997), conocido por su nombre artístico The8, es un cantante, modelo, compositor, pintor y bailarín chino. Forma parte de la boy band surcoreana Seventeen bajo Pledis Entertainment. 

## Miembro de Seventeen
Minghao forma parte de la unidad de performance de Seventeen, debido a sus habilidades en artes marciales (ha practicado wushu desde la infancia[cita requerida]) y como bailarín de B-Boy, siendo incluso líder de un grupo juvenil de B-Boy en su país natal antes de mudarse a Corea; después de su debut en Corea toma un interés en la práctica del baile contemporáneo. Forma parte de los miembros de origen chino, junto con Jun.
Durante las preparaciones del álbum Al1, asistió junto con los miembros de la unidad de performance a talleres en Los Ángeles, California. Resultado de estos se encuentra el video de la canción "Privacy" de Chris Brown con coreografía de Bobby Dacones.

### Compositor
Minghao tiene créditos en varias canciones, principalmente como escritor de las letras de las mismas. Destacan "Highlight" de la unidad de performance en el álbum Going Seventeen, "My I" un dueto parte del álbum Al1 de Seventeen.
En marzo de 2018, a través del canal de Soundcloud oficial de Seventeen, Xu Minghao lanzó su primer mixtape en solitario, completamente en mandarín titulado "Seventeen mixtape n.16 夜伴雨(밤과 비)", producida por Woozi y Bumzu, ambos de Pledis Entertainment.

### Solista
El 11 de junio de 2019 lanzó su primera canción en solitario titulada "Dreams Come True".
Más tarde el 8 de mayo del 2020 dio a luz su otra canción titulada "Falling Down".

## Filmografía

### Programas de variedades
| Año  | Título        | Canal | Notas           |
| ---- | ------------- | ----- | --------------- |
| 2019 | Day Day Up    | -     | invitado        |
| 2019 | Happy Camp    |       | invitado        |
| 2019 | Idol Producer | -     | mentor de baile |

### Revistas / sesiones fotográficas
| Año  | Título      | Notas       |
| ---- | ----------- | ----------- |
| 2020 | Dazed Korea | [ 4 ] [ 5 ] |

## Datos varios
Durante las promociones del álbum TEEN, AGE, Minghao sufrió problemas de salud que le evitaron participar en las mismas. Estuvo en reposo desde noviembre 2017 hasta febrero 2018, reincorporándose para las promociones de Director's cut.
En febrero de 2018, se condujo un sondeo entre los idols surcoreanos, quienes votaron a Minghao como parte del top 5 de idols con mayor sentido de la moda
En febrero de 2018 abrió su cuenta personal de instagram, teniendo en una semana aproximadamente medio millón de seguidores[cita requerida].